# Aripert I.

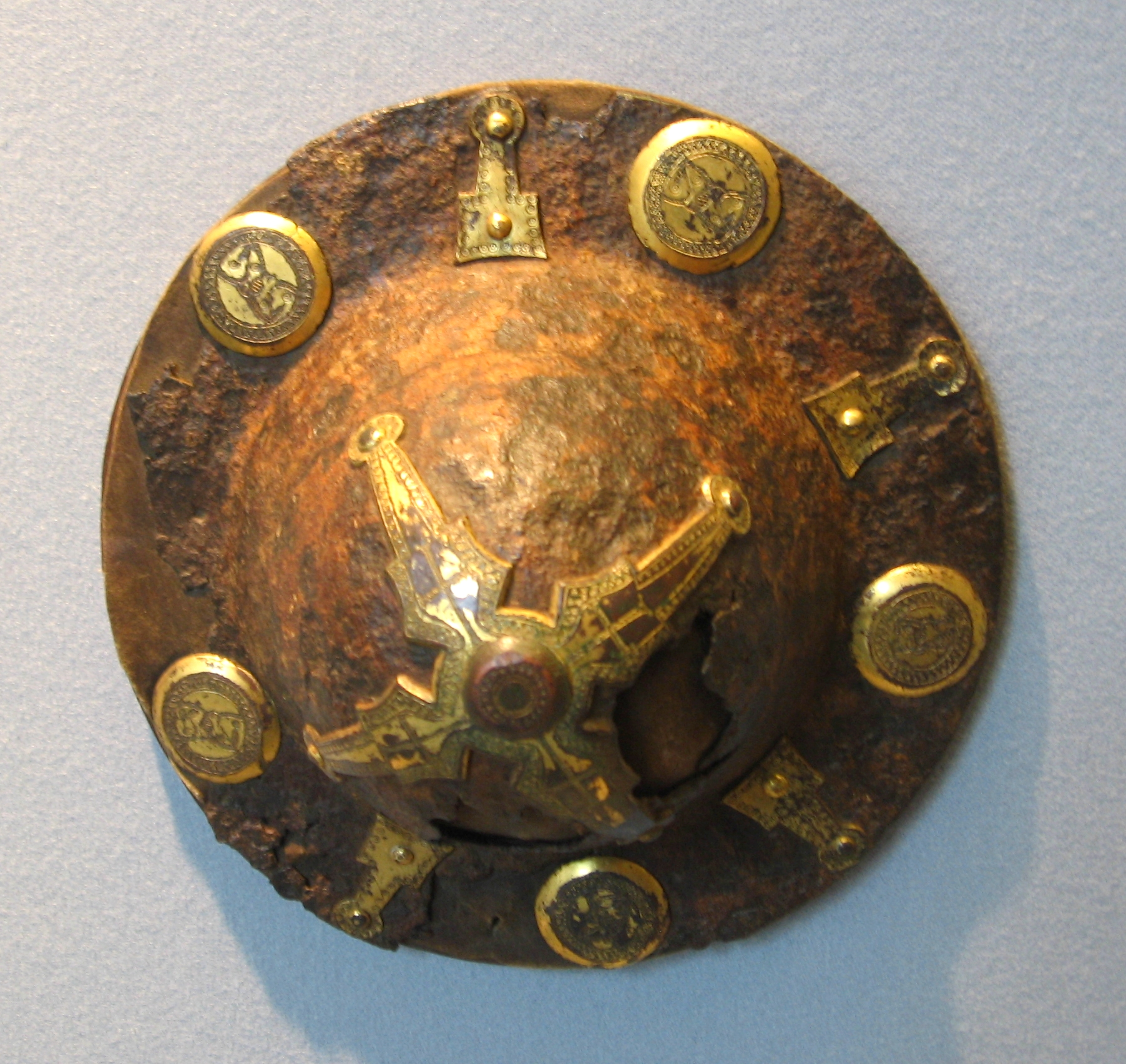
Ein Umbo (Schildbuckel) der Langobarden, Norditalien, 7. Jahrhundert

Aripert I., auch Aribert, († 661) war von 653 bis 661 König der Langobarden.

## Leben
Aripert war der Sohn des Herzogs Gundoald von Asti aus der Familie der Agilolfinger, der 616 von unbekannter Hand getötet worden war.
Als Rodoald, der Sohn und Nachfolger von König Rothari, 653 nach fünf Monaten Königsherrschaft ermordet wurde, folgte ihm Aripert I. nach. Die Umstände, die dazu führten, dass Aripert, ein römerfreundlicher Katholik bajuwarischer Abstammung, die arianisch-antirömische Dynastie Rotharis beerbte, sind nicht überliefert.
Außerhalb der Stadtmauer von Ticinum (Pavia) ließ Aripert nahe dem Marenca-Tor die Kirche Domini Salvatoris (des Herrn und Erlösers) bauen und prächtig ausschmücken. Anders als seine Vorgänger strebte er Frieden mit Byzanz an.
Aripert bestimmte, dass seine Söhne Godepert und Perctarit ihm gemeinsam als gleichberechtigte Könige nachfolgen sollten. Er hatte allerdings die dafür eigentlich notwendige Zustimmung des Adels nicht eingeholt. Dies führte zu Widerstand des Adels, zudem misstrauten beide Brüder einander; nach Ariperts Tod 661 kam es so zu einer kurzen Krise, die im Jahr darauf von Grimoald gelöst wurde, der die beiden Rivalen besiegte und selbst König wurde.